# 김경 (1965년)
김경(金景, 1965년 2월 26일 ~ )은 대한민국의 정치인이다. 제10·11대 서울특별시의원이다.

## 학력
- 연세대학교 심리학과 학사
- 한양대학교 대학원 멀티미디어교육학과 교육학 석사
- 한양대학교 대학원 교육공학과 교육학 박사

## 경력
- 더불어민주당 정책위원회 부의장
- 한양여자대학교 아동보육복지학과 교수
- 2018년 7월 1일 ~ 2022년 6월 30일: 제10대 서울특별시의회 의원(초선, 더불어민주당, 비례대표)
- 2022년 7월 1일 ~ : 제11대 서울특별시의회 의원(재선, 더불어민주당, 강서구 제1선거구)
  - 제11대 서울특별시의회 교육위원회 위원
  - 제11대 서울특별시의회 보건복지위원회 위원
  - 제11대 서울특별시의회 운영위원회 위원
  - 제11대 서울특별시의회 서울교통공사 사장 후보자 인사청문 특별위원회 위원
  - 제11대 서울특별시의회 예산결산특별위원회 위원
  - 제11대 서울특별시의회 인권권익향상특별위원회 위원
  - 제11대 서울특별시의회 마약 청정도시 서울을 위한 특별위원회 위원
  - 제11대 서울특별시의회 문화체육관광위원회 위원장

## 역대 선거 결과
|  | 50.92% |

|  | 53.29% |